# (3382) Cassidy
(3382) Cassidy – planetoida z grupy pasa głównego asteroid okrążająca Słońce w ciągu 3 lat i 131 dni w średniej odległości 2,24 j.a. Została odkryta 7 września 1948 roku w Lowell Observatory przez Henry Giclasa. Nazwa planetoidy pochodzi od Williama Arthura Cassidy'ego (ur. 1928), geologa i badacza kraterów meteorytowych z Uniwersytetu w Pittsburgu. Przed nadaniem nazwy planetoida nosiła oznaczenie tymczasowe (3382) 1948 RD.